# EDIPUCRS
A EDIPUCRS, criada em 9 de novembro de 1988, é a editora universitária da Pontifícia Universidade Católica do Rio Grande do Sul (PUCRS).

## Periódicos
A EDIPUCRS é responsável pela publicação dos seguintes periódicos, todos vinculados a alguma faculdade da Universidade:
- Revista Veritas
- Revista Scientia Medica
- Revista Análise
- Revista Navegações
- Revista Odonto Ciência
- Revista FAMECOS
- Revista Civitas
- Revista Teocomunicação
- Revista Educação
- Revista Letras de Hoje
- Revista Estudos Íbero-Americanos
- Revista Psico
- Revista Direito & Justiça